# Fly Tales
Fly Tales (Frans: Les Aventures d'une Mouche, Nederlands: De Vlieg) is een Frans-Canadese animatieserie gebaseerd op de Franse stripserie La Mouche van Lewis Trondheim. In elke aflevering weet de vlieg uit een benarde situatie te ontsnappen. Er zijn in totaal 65 afleveringen gemaakt van steeds vijf minuten. De stem van de vlieg werd ingesproken door Brigitte Lecordier.
In Nederland kwam de serie op Nederland 3 door de KRO. Het werd ook in de vroege ochtend uitgezonden door de Britse Cartoon Network, die destijds doorheen heel Europa 's nachts te zien was.